# Гонери
Гонери (VI век) — отшельник из Бретани, память 18 июня (по другим сведениям 18 июля).
Св. Гонери (Goneri) жил отшельником в Бретани, среди кельтских народов северо-запада Франции. Согласно имеющимся сведениям, его отшельническая келия находилась неподалёку от Трегье (Treguier).
В Бретани, в департаменте Морбиан (фр. Morbihan, брет. Mor-Bihan) имеется коммуна Сен-Гонери (Saint-Gonnery).